# Salacia eurypetala
Salacia eurypetala är en benvedsväxtart som beskrevs av Ludwig Eduard Theodor Loesener. Salacia eurypetala ingår i släktet Salacia och familjen Celastraceae. Inga underarter finns listade.